# Ilaria Scarcella
Ilaria Scarcella (Genova, 6 luglio 1993) è un'ex nuotatrice italiana.

## Carriera
All'esordio ai campionati italiani estivi nel maggio 2009 a Pescara ha vinto i titoli dei 100 m rana (stabilendo il primato italiano con il tempo di 1'06"86) e dei 200 m rana e si è qualificata per gli europei giovanili di Praga dove ha vinto quattro medaglie: tre ori nei 50, 100 e 200 m e l'argento con la staffetta mista. È stata convocata ai mondiali di Roma in cui è arrivata alle semifinali nei 100 e 200 m: nella gara più lunga ha nuotato in 2'23"32, altro primato italiano. A fine anno gli europei in vasca corta di Istanbul sono stati meno positivi, non ha raggiunto nessuna finale individuale ed è arrivata ottava con la staffetta mista.
Ha annunciato il suo ritiro, alla soglia dei trent'anni, il 17 aprile 2023 tramite un post pubblicato sulla sua pagina di Instagram.

## Primati personali (vasca lunga)
| Distanza   | Tempo          |
| ---------- | -------------- |
| 50 m rana  | 31''13 (2015)  |
| 100 m rana | 1'06"86 (2009) |
| 200 m rana | 2'23"32 (2009) |

## Palmarès
| Campionati mondiali        | ---                   | 100 m rana                | 200 m rana                | ---                                |
| 2009 Roma Italia           | ---                   | 13ª in semifinale 1'07"42 | 10ª in semifinale 2'23"32 | ---                                |
| Europei in vasca corta     | 50 m rana             | 100 m rana                | 200 m rana                | 4×50 m mista                       |
| 2009 Istanbul Turchia      | 25ª in batteria 31"40 | 15ª in semifinale 1'06"78 | 13ª in batteria 2'24"74   | 8ª - 1'47"70 frazione: 30"84       |
| Universiadi                | ---                   | ---                       | ---                       | 4×100 m mista                      |
| Gwangju 2015 Corea del Sud | ---                   | ---                       | ---                       | Oro 4'00"50                        |
| Europei giovanili          | 50 m rana             | 100 m rana                | 200 m rana                | 4×100 m mista                      |
| 2009 Praga Rep. Ceca       | Oro 31.71             | Oro 1'07"49               | Oro 2:25.02               | Argento: 4'08"03 frazione: 1'08"12 |

### Campionati italiani
2 titoli individuali, così ripartiti:
- 1 nei 100 m rana
- 1 nei 200 m rana

| Anno | Edizione    | rana 50 m | rana 100 m | rana 200 m |
| ---- | ----------- | --------- | ---------- | ---------- |
| 2009 | Primaverili | -         | 3          | 3          |
| 2009 | Estivi      | -         | 1          | 1          |
| 2009 | Invernali   | 2         | 3          | 2          |
| 2010 | Invernali   | -         | 2          | -          |
| 2011 | Primaverili | -         | 3          | -          |
| 2011 | Invernali   | 2         | 3          | -          |